# Dale Earnhardt Jr.
Ralph Dale Earnhardt Jr. (Kannapolis, Carolina del Norte; 10 de octubre de 1974) es un expiloto de automovilismo estadounidense y dueño del equipo JR Motorsports.
Sus primeros años en la NASCAR Monster Energy Cup Series fueron con el equipo Dale Earnhardt Inc., donde tuvo el número 8 y el patrocinio de la cerveza Budweiser. Desde 2008 hasta 2017 condujo el Chevrolet SS número 88 del equipo Hendrick Motorsports, donde ha sido patrocinado por la Guardia Nacional y la empresa de seguros Nationwide. Además, corrió con el Chevrolet Camaro número 88, 3 y 5 para su propio equipo en algunas carreras de la NASCAR Xfinity Series.
Earnhardt Jr. ha ganado el premio de piloto más popular de la Copa NASCAR 15 veces (desde 2003 hasta 2017). Ganó el campeonato de la Busch Series en dos ocasiones (1998, 1999). En la Copa NASCAR Monster Energy Cup Series, ha logrado 26 victorias, destacándose dos en las 500 Millas de Daytona en 2004 y 2014; ha resultado tercero en el campeonato de la Copa en 2003, y quinto en 2004, 2006 y 2013.
Es el hijo de la leyenda de NASCAR Dale Earnhardt. Además, es nieto del fallecido piloto de NASCAR Ralph Earnhardt y de Robert Gee, un famoso fabricante de vehículos stock; medio hermano del piloto Kerry Earnhardt; tío del piloto Jeffrey Earnhardt; e hijastro de Teresa Earnhardt, extitular del equipo Earnhardt Ganassi Racing.

## DEI
En 1996, Earnhardt debutó en la NASCAR Busch Series (ahora NASCAR Xfinity Series) en la fecha disputada en Myrtle Beach. Con una Chevrolet del equipo Dale Earnhardt Inc. (DEI), finalizó catorce en la carrera. Al año siguiente participó en 8 fechas, con un programa dividido con los equipo DEI y el de Ed Whitaker, logrando un top 10. Earnhardt disputó toda la temporada de la Busch Series como piloto titular de DEI en 1998, y se consagró campeón con 7 victorias, 16 top 5 y 22 top 10. Defendería con éxito el título de la Busch en 1999, con resultados casi idénticos al del año anterior. También disputó 5 carrera de la Copa NASCAR 1999 con un Chevrolet de DEI, consiguiendo un top 10.
En 2000, Dale Earnhardt Jr. se convirtió en piloto regular de la Copa, conduciendo para DEI. Obtuvo 2 victorias, y 5 top 10, para acabar 16º en el campeonato. Al año siguiente, el piloto logró 3 victorias, 9 top 5 y 15 top 10, para acabar octavo en la Copa. Además disputó una carrera de la Busch con un Chevrolet de Joe Nemechek. Sin embargo, el año 2001 fue muy amargo para Earnhardt Jr. ya que su padre perdió la vida en las 500 Millas de Daytona.
Para el 2002, consigue 2 victorias, 11 arribos entre los cinco primeros y 16 entre los diez primeros, para terminar undécimo en el campeonato de la Copa. Además disputó 3 carreras de la Busch Series, donde ganó dos carreras, una con DEI y la otra con Richard Childress Racing, ambos con Chevrolet.
En la Copa NASCAR 2003, logra terminar tercero en el campeonato con 2 victorias, 13 top 5, y 21 top 10. En ese año, en sus 3 carreras en la Busch Series las ganó todas, conduciendo exclusivamente para DEI. El piloto acumuló 6 victorias (una de ellas la consiguió en las 500 Millas de Daytona), 16 top 5 y 21 top 10 en la Copa 2004, sin embargo unos malos resultados hicieron que terminara quinto en la temporada. Mientras tanto en la Busch, logró 2 victorias y un segundo puesto.
Los resultados que logró Earnhardt Jr. en la Copa 2004, no lo pudo repetir en 2005. Solo cosechó 1 victoria, 7 top 5 y 13 top 10, de modo que concluyó 19º en el campeonato. Asimismo, en la categoría promocional logró 1 top 5 y 2 top 10. En 2006 volvió a terminar quinto en la Copa, con 1 victoria. 10 top 5 y 17 top 10. También, ganó 2 carreras en sus 5 de ellas en la Busch. Dale Jr. no logró ganar una carrera en la Copa NASCAR 2007, logró 7 top 5 y 12 top 10 para culminar 16º en la tabla general, lo que sería su última temporada con DEI. Aparte, disputó 5 carreras disputando la gran mayoría de ellas para Dale Earnhardt Inc; obtuvo1 top 5 y 3 top 10.

## Hendrick Motorsports
Para el año 2008, Dale se marchó al equipo de Hendrick, para disputar la Copa NASCAR con un Chevrolet. Cosechó una victoria, 10 top 5 y 16 top 10 para acabar duodécimo en el campeonato. También participó en 9 carreras para su propio equipo, JR Motorsports en la categoría renombrada como Nationwide Series, y consiguió 3 top 5 y 7 top 10. La Copa NASCAR del 2009, fue de resultado muy malos para Dale Jr., solo obtuvo 2 top 5 y 5 top 10, y acabó 25º en la temporada. En ese mismo año, logró 3 top 5 en la Nationwide.
El 2010 fue de leves mejorías en los resultados en la Copa para Earnhardt Jr., terminó 21º en la tabla de pilotos con 3 top 5 y 8 top 10. A la vez, en 3 carrera que disputó la Nationwide, logró un cuarto para su equipo y una victoria en Daytona en julio para RCR conduciendo una Chevrolet con el mismo número, patrocinador principal, y un casi idéntico diseño de pintura que el disputaba su padre en algunos años de su carrera en la Copa.
Dale Jr. logró meterse a la Caza por la Copa en 2011 y culminó en el séptimo puesto, con 4 top 5, y 12 top 10. También en ese año, consiguió 2 top 5 en 3 carreras disputadas en la Nationwide. En la Copa NASCAR 2012 logró una victoria, 10 arribos entre los cinco primeros, y 20 entre los diez primeros, sin embargo, se ausentó en dos carreras de la Caza por lo que significó terminar duodécimo en la temporada. Por otro lado, participó en 4 carreras de la Nationwide, donde consiguió 2 top 5.
En 2013, Dale cosechó 10 arribos entre los cinco primeros y 22 arribos entre los diez primeros en la Copa NASCAR y acabó quinto en el campeonato. En la Natonwide Series disputó cuatro carreras y logró 3 top 5.
Earnhardt ganó las 500 Millas de Daytona de 2014 y las dos fechas de Pocono. Sin embargo, quedó eliminado en la segunda ronda de la Caza por la Copa, al no conseguir top 10 en las tres carreras; después de lograr una victoria en Martinsville 2 finalizó octavo en la tabla general de pilotos con un total de 4 victorias y 12 top 5. En la Natonwide Series participó en cuatro fechas y logró 3 top 5.
En 2015, Earnhardt venció en las 500 Millas de Alabama en Talladega y las 400 Millas de Daytona que le permitieron avanzar a la Caza. Después de quedar eliminado en la segunda ronda, ganó en Phoenix 2, y resultó duodécimo con 16 top 5. Por otro lado, en la NASCAR Xfinity Series logró un top 5 en cuatro fechas.
Earnhardt sumó 5 top 5 en las primeras 18 fechas de la Copa NASCAR 2016, para ubicarse 13º en la tabla de posiciones. Sin embargo, el piloto sufrió síntomas de una contusión cerebral, de forma que fue descartado para la segunda mitad de la temporada, siendo reemplazado por Jeff Gordon y Alex Bowman. Por otro lado, disputó dos carreras de la NASCAR Xfinity Series, donde obtuvo una victoria y un quinto puesto.
En 2017, Earnhardt regresó a las pistas, pero no pudo clasificarse a los playoffs de la Copa NASCAR, de modo que terminó 21º con 8 top 10, siendo esta la última temporada en la categoría.

## Otras actividades
Dale Jr. también disputó la International Race of Champions (IROC) en 1999 y 2000. Cosechó un segundo puesto, un quinto y un octavo, como mejores resultados en la categoría, y concluyó noveno en el campeonato del 1999 y décimo en del 2000.
En 2001, Earnhardt disputó las 24 Horas de Daytona con un Chevrolet Corvette oficial de la clase GTO. Pilotando junto con su padre Dale Earnhardt, Andy Pilgrim, y Kelly Collins, lograron terminar en el segundo puesto en la clase GTO y en el cuarto en la general. Earnhardt Jr. participó en las 24 Horas de Daytona de 2004 conduciendo junto con Andy Wallace y Tony Stewart un Prototipo Daytona Crawford-Chevrolet de Howard Boss, finalizando tercero en la clase DP y quinto absoluto.
Durante su ausencia de las pistas en 2016, Earnhardt fue invitado como comentarista en algunas transmisiones de la NASCAR en las cadenas de televisión Fox y NBC. En 2018 se convirtió en comentarista de NBC.
Actuó como sí mismo en la película animada Cars.